# Gabriel Jérôme de Bullion
Gabriel Jérôme de Bullion (* wohl 1695; † 21. Dezember 1752 , 57 Jahre alt), genannt Chevalier de Bullion, später Comte d’Esclimont, aus der Familie Bullion war Maréchal de camp, Prévôt de Paris und Mitglied der Noblesse de robe.

## Leben
Gabriel Jérôme de Bullion ist der Sohn von Charles Denis de Bullion († 20. Mai 1721), Marquis de Gallardon, Seigneur de Bonnelles, Esclimont, Prévôt de la Ville, Prévôté et Vicomté de Paris, Gouverneur von Le Maine und Le Perche, und Marie Anne Rouillé de Meslay. Er selbst war Comte d’Esclimont, Seigneur de Wideville, Crespières, Montainville und Mareil-sur-Mauldre.
In den ersten Jahren war er als jüngerer Sohn Malteserordensritter. Im Jahr 1713 trat er als Chevalier de Bullion den Musketieren des Königs bei, mit denen er im Rahmen des Spanischen Erbfolgekriegs an der Belagerung von Landau (1713) und der Belagerung von Freiburg (1713) teilnahm. Am 7. August 1714 erhielt er eine Kompanie im Régiment de Dragons de Bonnelles, das bereits im folgenden Oktober reformiert wurde; er blieb Capitaine réformé à la suite diese Regiments.
Im Mai 1721, mit dem Tod seines Vaters, wurde Gabriel Jérôme de Bullion dessen Nachfolger als Prévôt de Paris, das Parlement de Paris empfing ihn im Amt als Prévôt sowie als Conservateur des Privilèges Royaux de l’Université am 31. Januar 1723. Am gleichen Tag übernahm er seine Amtsräume im Châtelet und nahm dann den Namen Comte d’Esclimont an. Er hatte diese administrative, juristische und polizeiliche Funktion bis zu seinem Tod inne. Sein Nachfolger wurde Louis Alexandre Catherine Duport.
Gabriel Jérôme de Bullion war zudem Offizier mit den Dienstgraden Colonel (ab 15. März 1718), Mestre de Camp und Maréchal de Camp im Régiment de Provence. Er kommandierte dieses Regiment in den Feldlagern von Stenay (1727) und Pays Messin. Während des Polnischen Thronfolgekriegs nahm er an der Einnahme von Nancy teil (1733). Am 20. Februar 1734 wurde er zum Brigadier befördert und dann mit Brevets vom 1. April 1734 und 1. April 1735 in der Rheinarmee eingesetzt. Er nahm an der Einnahme von Trier, der Belagerung der Grevenburg (Trarbach), der Belagerung von Philippsburg (Juni/Juli 1734) und dem Gefecht bei Klausen (20. Oktober 1735) teil.
Am 1. März 1738 wurde er zum Maréchal de camps et armées du Roi befördert; er demissionierte als Kommandeur seines Regiments und schied auch aus dem Militärdienst aus. Das Regimentskommando übernahm am 16. April 1738 Joseph Henri Bouchard d’Esparbès de Lussan, Vicomte d’Aubeterre.
Er war unverheiratet und hinterließ keine Nachkommen.
Am 13. August 1753 wurde seine Bibliothek in seinem Hôtel particulier, dem Hotel Bullion in der Rue Platrière, öffentlich versteigert. Aus dem 208 Seiten starken Katalog zu dieser Ausstellung ergibt sich, das die Kategorie Geschichte und Geographie in dieser Bibliothek am stärksten vertreten war, was für einen Adligen, der eine militärische Laufbahn eingeschlagen, nicht überraschend ist. Die Anteile der einzelnen Kategorien sind: Geschichte und Geographie: 38,5 %; Religion: 23,5 %; Schöne Literatur: 18,0 %; Wissenschaften und Künste: 14,5 %; Rechtsprechung: 5,5 %.